# Volker Garske
Volker Garske (* 1966) ist ein deutscher römisch-katholischer Theologe.

## Leben
Von Oktober 1987 bis Juni 1994 absolvierte er ein Lehramtsstudium für die Sekundarstufen II und I in den Fächern Deutsch und Kath. Religionslehre an der Universität Paderborn. Am 1. 
Juni 1994 legte er den Studienabschluss mit dem ersten Staatsexamen ab. Von August 1994 bis Juli 1996 absolvierte er ein Promotionsstudium in Kath. Theologie als Stipendiat der Universität Paderborn. Von 1995 bis 1997 absolvierte er das Referendariat im Studienseminar Paderborn (Städt. Realschule Büren und Mauritius-Gymnasium Büren). Nach der Promotion 1996 zum Doktor der Philosophie legte er 1997 das zweite Staatsexamen ab. Seit 2002 ist er Lehrer im Hochschuldienst der Universität Paderborn. Von April bis Dezember 2016 absolvierte die Habilitation an der Universität Vechta. Seit 1996 ist er Mitglied des Forschungskreises „Theologie und Literatur“ unter der Leitung von Karl-Josef Kuschel und Georg Langenhorst. Seit 2002 ist er Referent in der Lehreraus- und -fortbildung in NRW, Hamburg, Hessen, Bayern und Niedersachsen. Seit 2007 ist er Herausgeber der fachdidaktischen Reihe „EinFach Religion“ (Schöningh-Verlag Paderborn). Von 2007 bis 2008 erwarb er das Zertifikat „Bibliodramaleiter“ am Institut für Kommunikation, Beratung und Mediation in Icogne.
Seine Schwerpunkte in Forschung und Lehre sind korrelative Symboldidaktik, biblische Didaktik, tiefenpsychologische Exegese im Religionsunterricht, Literatur und Theologie, fiktionale Texte im Religionsunterricht und Entwicklung sozio- und psychotheologisch basierter Unterrichtsmodelle.

## Werke (Auswahl)
- Christus als Ärgernis. Jesus von Nazareth in den Romanen Heinrich Bölls  (= Theologie und Literatur. Band 9). Matthias-Grünewald-Verlag, Mainz 1998, ISBN 3-7867-2068-1 (zugleich Dissertation, Paderborn 1996).
- Poesie zu Passion und Auferstehung Jesu. Interpretationen und methodische Zugänge im Religionsunterricht der Sekundarstufen (= Religionsunterricht konkret. Band 7). Butzon und Bercker, Kevelaer 2005, ISBN 3-7666-0653-0.
- "Er ging auf dem See." Raumsymbolik in Bibel, Literatur und Popmusik. Analysen und didaktische Perspektiven für den Religionsunterricht in den Sekundarstufen (= Religionspädagogische Perspektiven. Band 43). Verlag Die Blaue Eule, Essen 2005, ISBN 3-89924-146-0.
- Das Gleichnis vom verlorenen Sohn. Lk 15,1 – 3.11 – 32. 9. – 13. Schuljahr (= EinFach Religion). Schöningh, Paderborn 2010, ISBN 978-3-14-053603-5.
- Weihnachten. Mt 1,18 – 2,23. 9. – 13. Schuljahr (= EinFach Religion). Schöningh, Paderborn 2011, ISBN 3-14-053605-4.
- mit Jana Nolte: Bartimäus. Mk 10,46–52 (= EinFach Religion). Schöningh, Paderborn 2013, ISBN 3-14-053609-7.
- Die zehn Gebote. Dtn 5,6 – 21. 9. – 13. Schuljahr (= EinFach Religion). Schöningh, Paderborn 2015, ISBN 3-14-053614-3.